# Streitkräfte Argentiniens

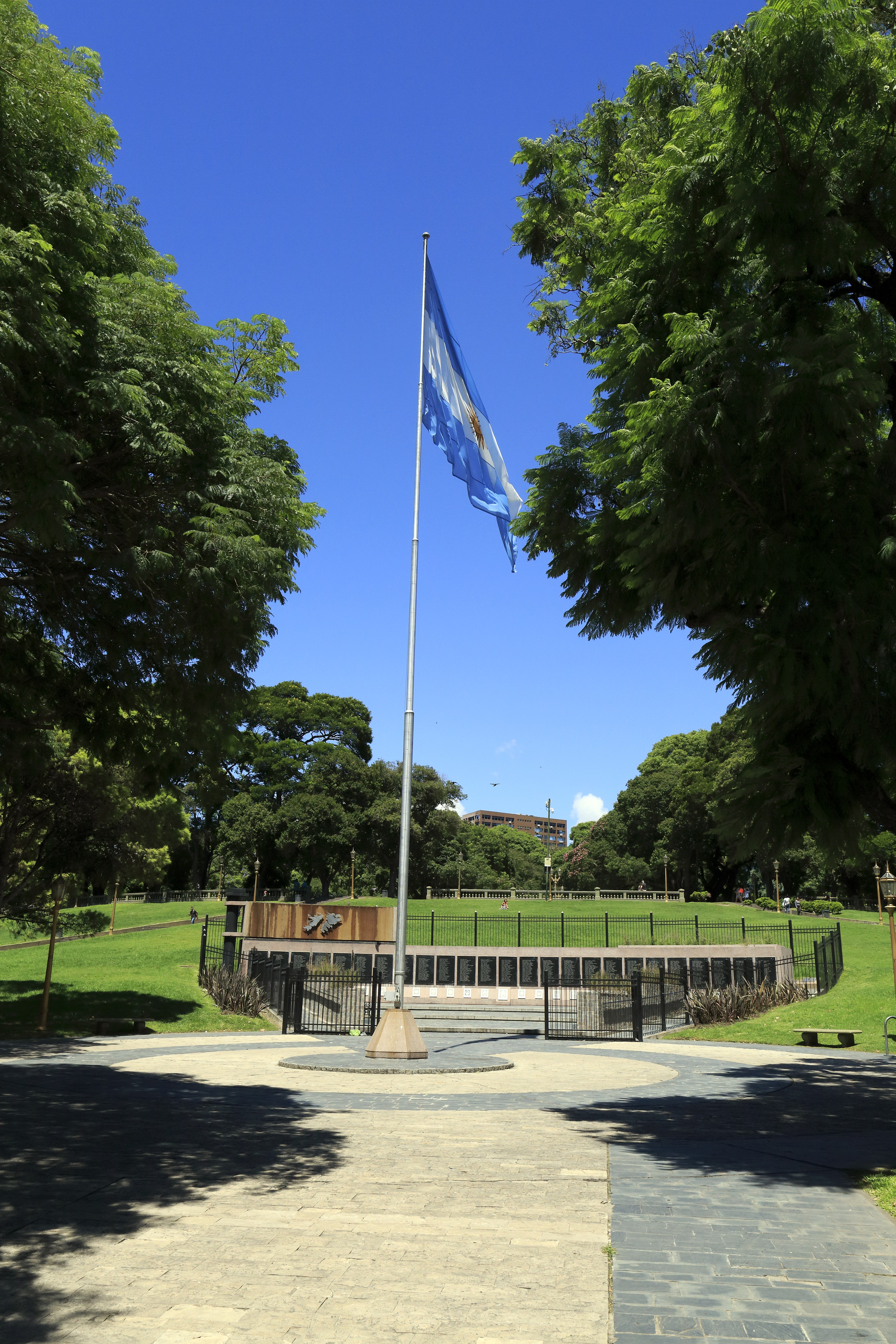
Das Denkmal Monumento a los caídos en Malvinas für die Gefallenen des Falklandkrieges an der Plaza San Martín in Buenos Aires

Die Streitkräfte Argentiniens (spanisch Fuerzas Armadas de la República Argentina) sind die militärischen Verbände der Argentinischen Republik, die in der Geschichte des Landes immer wieder eine dominierende Rolle gespielt haben.

## Organisation
Die Streitkräfte Argentiniens bestehen aus folgenden Teilstreitkräften:
- Heer ( Ejército Argentino)
- Kriegsmarine ( Armada Argentina)
- Luftstreitkräfte ( Fuerza Aérea Argentina)

Zudem können im Krisen- bzw. Verteidigungsfall die Gendarmerie (Gendarmería Nacional Argentina – GNA) und die Küstenwache (Prefectura Naval Argentina – PNA) dem Verteidigungsministerium unterstellt werden. Oberbefehlshaber der Streitkräfte ist der Präsident von Argentinien.

## Geschichte

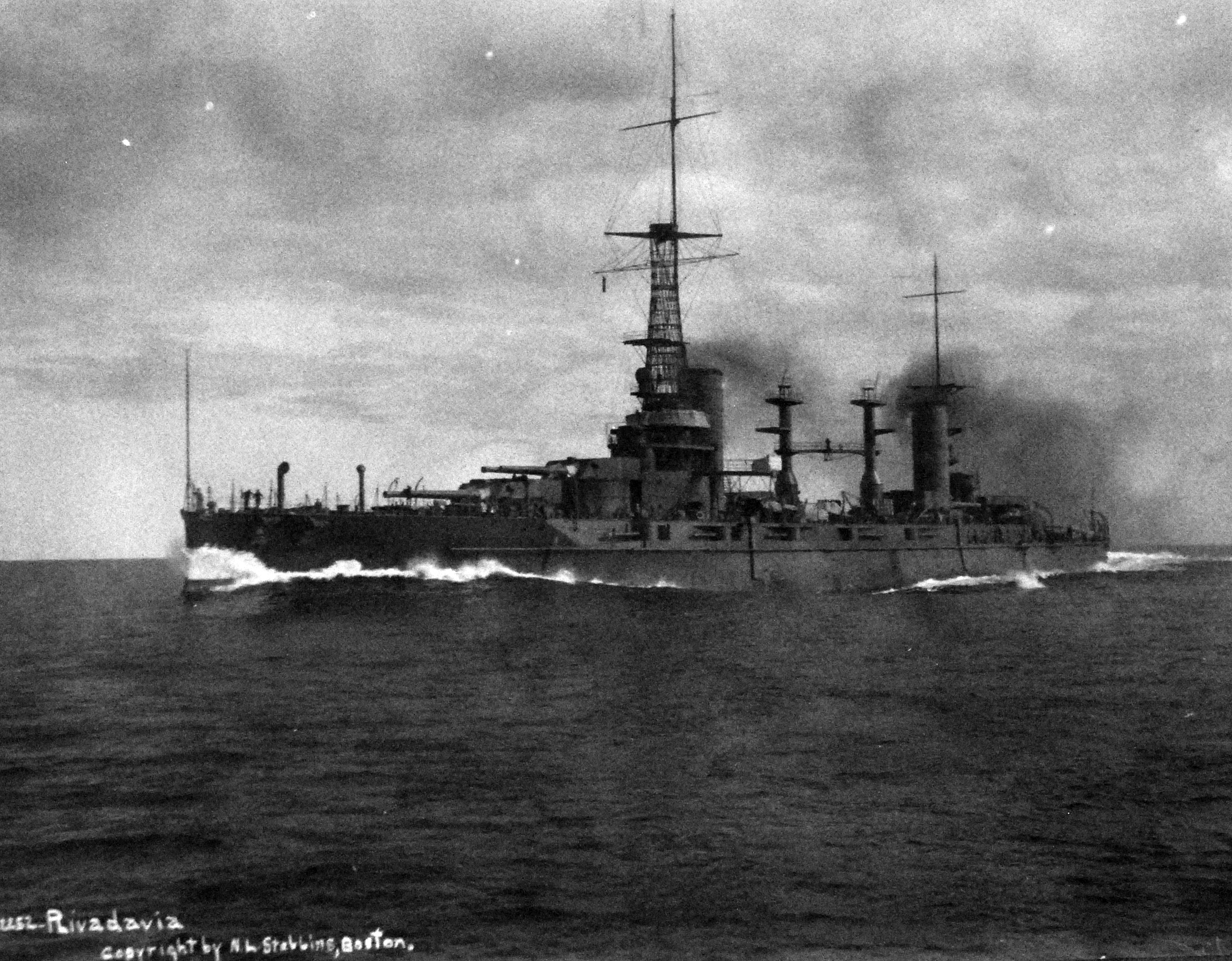
ARA Rivadavia

Die Streitkräfte Argentiniens wurden 1816 gegründet. Das Militär hat in der Geschichte des Landes immer wieder eine dominierende Rolle gespielt. Besonders 1930 (Putsch gegen Hipólito Irigoyen) und in der Zeit zwischen 1955 (Putsch gegen Juan Perón) und 1973 (Rückkehr und zweite Präsidentschaft Peróns), sowie in der Zeit zwischen 1974 (Tod Peróns) und 1983 (Niederlage im Falklandkrieg und Redemokratisierung) war Argentinien vom Militär direkt oder indirekt geprägt (Siehe auch: Argentinische Militärdiktatur und Geschichte Argentiniens). In dieser Zeit stellte das Militär durch Juntas de facto den Präsidenten und es war entscheidend für die Aufrechterhaltung der Diktatur und der Unterdrückung der politischen Opposition. In der Marine-Mechanikerschule ESMA befand sich das größte Folter- und Haftzentrum der Regierung. Dokumentiert ist das Verschwindenlassen von 789 Menschen allein in dieser Einrichtung, insgesamt verschwanden bis zu 30.000 Personen. 1985 wurden im Verfahren gegen die Juntas die Oberbefehlshaber der Militärdiktatur angeklagt. Es folgten im Verlauf der Jahre weitere Prozesse im Rahmen der Aufarbeitung der argentinischen Militärdiktatur. Im Jahre 2017, 34 Jahre nach dem Ende der Diktatur, wurden 48 ehemalige Militärangehörige angeklagt. 29 dieser Militärangehörigen wurden zu lebenslangen Haftstrafen, die übrigen zu 8 bis 25 Jahren Haft verurteilt. Sechs Personen wurden freigesprochen.
Unter den Präsidentschaften Raúl Alfonsíns (1983–1989) und Carlos Menems (1989–1999) verlor das Militär an politischem Einfluss und 1994 wurde die Wehrpflicht abgeschafft. Weitere Maßnahmen zur Installation von zivilgesellschaftlichen Kontrollinstanzen folgten in der Regierungszeit von Néstor Kirchner. 1999 betrugen die Ausgaben für die Verteidigung nur noch 62 % der Ausgaben von 1983; im gleichen Zeitraum waren die Staatsausgaben allgemein auf 152 % der Ausgaben von 1983 angestiegen. Der Anteil der Ausgaben für die Verteidigung am Bundeshaushalt betrug etwa 7 %.
Im Jahre 1998 wurde Argentinien vom US-Präsidenten Bill Clinton in den offiziellen Status eines wichtigen Verbündeten außerhalb der NATO erhoben und erhielt somit Zugriff zu ausgewählten Rüstungsprogrammen sowie militärische und finanzielle Zuwendungen von den USA.
Am 15. November 2017 verschwand das argentinische U-Boot San Juan (S 42) unter bisher ungeklärten Umständen vor der argentinischen Küste im Südatlantik. In seinem letzten Funkspruch meldete der Kommandant einen Schwelbrand im Bereich der Bug-Batterien. Drei Stunden später nahmen Hydrophone eine Explosion im Südatlantik auf.

## Ausrüstung

### Heer

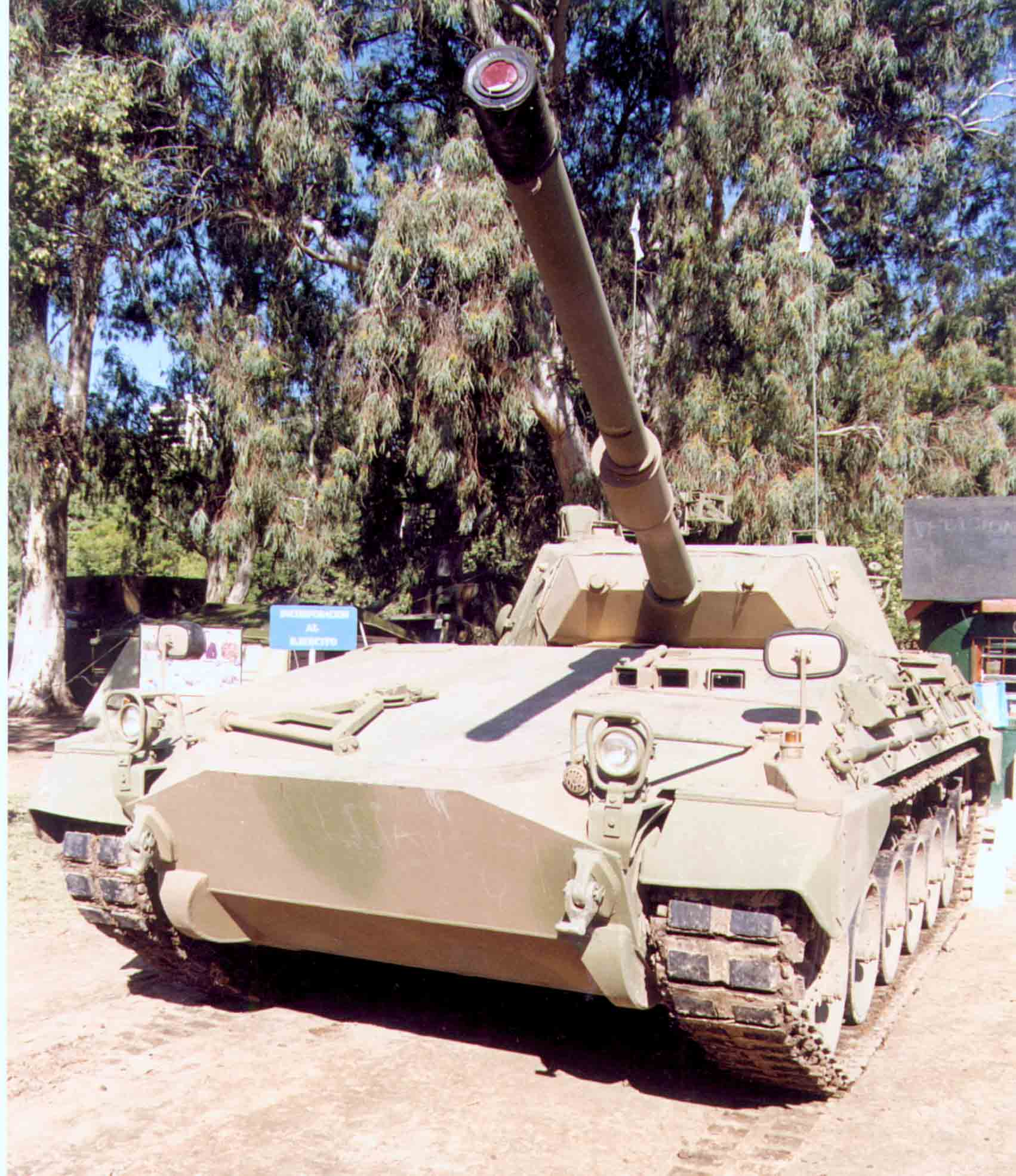
Tanque Argentino Mediano in Paraná, Entre Ríos

Das Heer unterhält 231 Kampfpanzer vom Typ TAM sowie Transportpanzer vom Typ M113 und VCTP.

### Marine
Die Marine unterhält u. a.

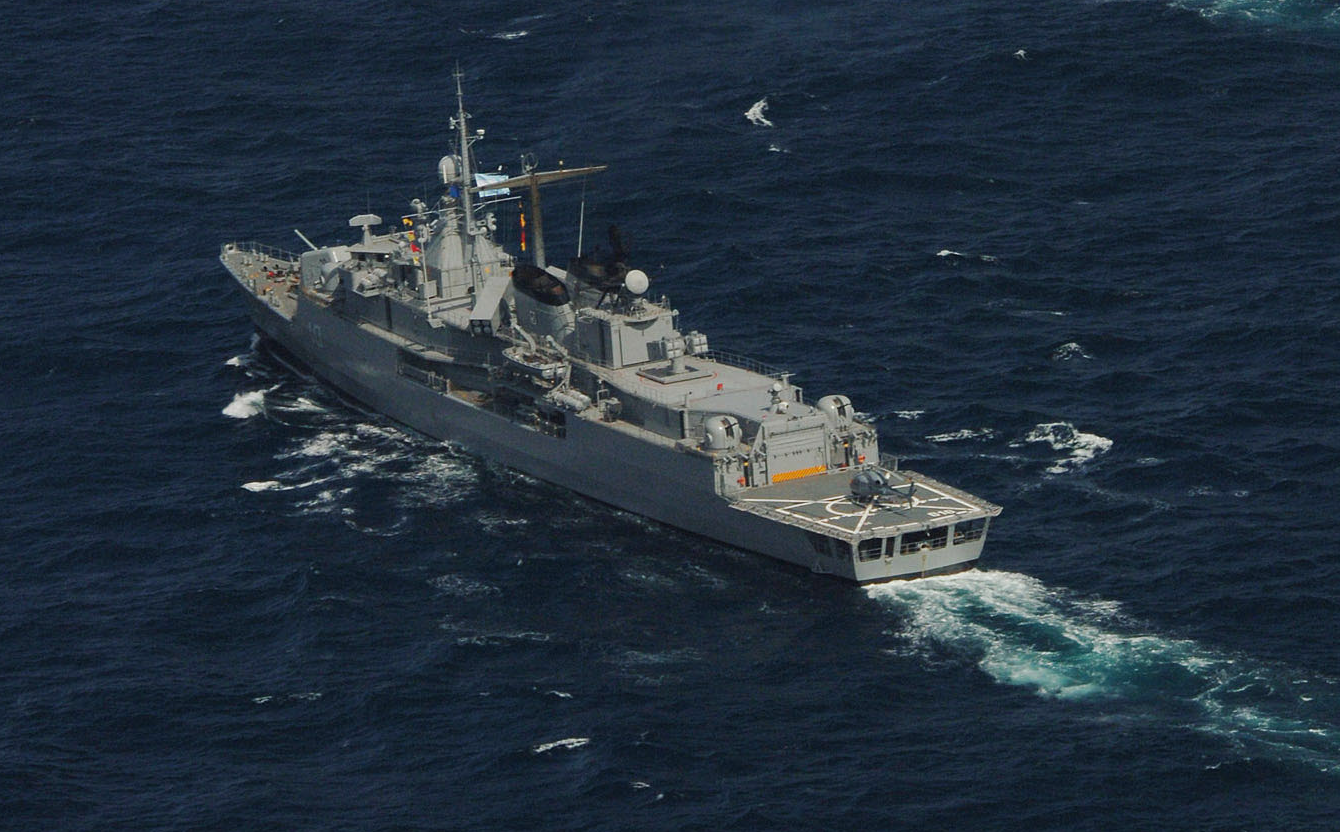
Der argentinische Zerstörer Almirante Brown (D 10) im Oktober 2005

- 2 U-Boote aus deutscher Produktion (1 × U-Boot-Klasse 209, 1 × U-Boot-Klasse TR 1700, Beide nicht aktiv)
- 5 Zerstörer, darunter 4 × Almirante-Brown-Klasse
- 6 Korvetten der Espora-Klasse
- 3 Korvetten der Drummond-Klasse
- 15 Patrouillenboote
- 16 Hilfsschiffe

Der Flugzeugträger Veinticinco de Mayo wurde 1997 außer Dienst gestellt und im Jahr 2000 abgewrackt.

### Luftwaffe
Die Luftwaffe verfügt über:
- Kampfflugzeuge

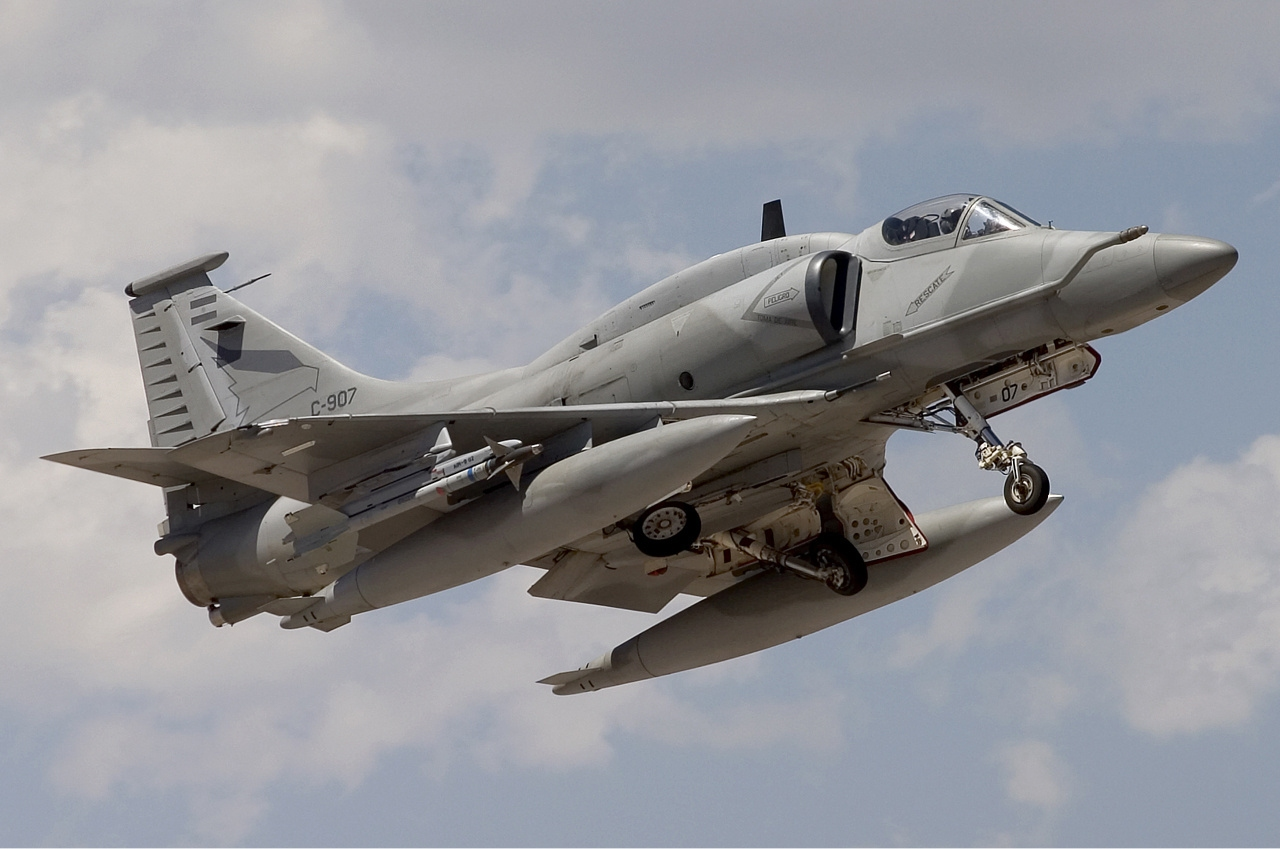
A-4AR Fightinghawk

  - 24 A/OA-4AR Fighting Hawk, Jagdbomber
  - 8 FMA IA 63 Pampa, Leichtes Kampfflugzeug
- Aufklärungsflugzeuge
  - 2 Bombardier Learjet LJ-35A, Fotoaufklärer und Messflugzeuge
- Tank- und Transportflugzeuge
  - 2 Lockheed KC-130H Hercules Tankflugzeuge
  - 5 Lockheed C-130B/H/L-100 Hercules taktische Transporter
  - 0 Embraer KC-390, taktischer Transporter (6 geplant)
  - 3 Aero Commander 500
  - 2 Beechcraft King Air
  - 4 Saab 340
  - 2 F28-400 Fellowship, VIP-Transportflugzeug
  - 2 Boeing 737, VIP-Transportflugzeug
  - 1 Boeing 757, VIP-Transportflugzeug
- Trainingsflugzeuge
  - 3 TA-4 Kampftrainer
  - 18 AT/IA-63 Pampa Fortgeschrittenentrainer
  - 14 EMB-312A Tucano Fortgeschrittenentrainer
  - 7 Grob G 120TP, Basistrainer
  - 1 Beechcraft King Air 200
  - 12 Beechcraft T-6C+
- Helikopter
  - 13 Bell 212 Transporthubschrauber
  - 0 Bell 407 Mehrzweckhubschrauber (6 Bestellt)
  - 9 MD 500D/E
  - 2 Sikorsky S-76B, VIP-Hubschrauber
  - 1 Sikorsky S-70A, VIP-Hubschrauber
  - 4 SA315 Lama, leichter Mehrzweckhubschrauber

## Einsätze
Die Argentinischen Streitkräfte beteiligen sich mit zwei Infanteriekompanien (251 Soldaten) und zwei Hubschraubern an der UNFICYP. Weitere Missionen der Vereinten Nationen, an denen sich die Republik Argentinien mit einer Personalstärke von 13 Angehörigen beteiligt, sind die MINUSCA, UNMOGIP, UNIFIL, UNTSO und MINURSO.